# Адам Боднар
Адам Пйотр Боднар, пол. Adam Piotr Bodnar (6 січня 1977 , Тшеб'ятув, Західнопоморське воєводство ) — польський юрист, педагог та правозахисник; польський омбудсмен з прав громадян з 2015 року.

## Біографія
Адам Боднар народився 6 січня 1977 року. Закінчив юридичний факультет Варшавського університету.
Працював асистентом кафедри прав людини юридичного та адміністративного факультету Варшавського університету, викладачем в Університеті соціальних та гуманітарних наук SWPS у Варшаві.
У 1990-х роках Боднар співпрацював з антирасистським фондом «Ніколи більше». До 2004 року працював у адвокатській конторі Weil, Gotshal & Manges. Потім став членом Гельсінського фонду прав людини. У 2008 році працював експертом в Агентстві Європейського Союзу з основних прав, де спеціалізувався на дотриманні прав людини в Польщі. У 2010 році був призначений заступником директора Гельсінського фонду з прав людини. Він також працював головою Фонду Паноптикон, а також директором Асоціації Збігнева Холди. Він також був членом ради директорів Фонду ООН для жертв тортур. У 2011 році він був нагороджений премією толерантності від польських організацій, а в 2013 році він отримав стипендію в рамках програми Німецького меморіалу Маршалла.
У 2015 році Адам Боднар був призначений польським омбудсменом після отримання схвалення Громадянської платформи, Альянсу демократичних лівих та Польської народної партії . За час свого перебування на посаді подав до суду низку органів місцевого самоврядування за запровадження ними суперечливих зон, що викликало критику з боку правлячої консервативної партії " Право і справедливість ". У 2018 році йому було присуджено Меморіальну премію Торольфа Рафто за просування основних прав людини на інтелектуальну та політичну свободу.

## Відзнаки
У 2019 році він був нагороджений премією за верховенство права, присудженою Світовим проектом правосуддя, за «видатні зусилля щодо зміцнення верховенства права в складних обставинах». Нагороду він присвятив Каролю Модзелевському . Того ж року він отримав нагороду «Людська гідність» від Фонду Роланда Бергера; однак він відхилив нагороду, мотивуючи своє рішення нацистським минулим батька засновника премії. У вересні 2020 року він нагороджений французьким орденом Почесного легіону за охорону громадянських прав та цінностей у Польщі. Боднар виступав на провідних університетських заходах, зокрема в Єльському університеті.

## Публікації
- Нове конституційне право Європейського Союзу. Німецька та польська перспективи (співавтор), Springer, Берлін 2003.
- Вступ до польського права (співавтор зі Станіславом Франковським), Kluwer Law International, Гаага, 2005.
- Przekonania moralne władzy publicznej a wolność jednostki. Materiały z konferencji z dnia 23 stycznia 2006 r. (співавтор), Zakład Praw Człowieka. Wydział Prawa i Administracji. Варшавський університет, Варшава 2007.
- Obywatelstwo wielopoziomowe. Status jednostki w europejskiej przestrzeni konstytucyjnej , Wydawnictwo Sejmowe, Варшава 2008.
- Orientacja seksualna i tożsamość płciowa. Aspekty prawne i społeczne (співавтор), Instytut Wydawniczy EuroPrawo, Варшава, 2009.
- Факт проти Опінія. Rozważania na kanwie sprawy Michnik vs. Жибертович. Materiały z konferencji zorganizowanej przez Obserwatorium Wolności Mediów w Polsce w dniu 26 marca 2009 roku , Helsińska Fundacja Praw Człowieka, Варшава 2010.
- Pr @ wo w sieci. Korzyści czy zagrożenia dla wolności słowa? Materiały z konferencji zorganizowanej przez Obserwatorium Wolności Mediów w Polsce w dniu 11 maja 2009 roku (співавтор), Helsińska Fundacja Praw Człowieka, Варшава 2010.
- Wolność słowa w prasie lokalnej. Праса локальна та норми охорони конкуренції та плюралізму медіальні. Materiały z konferencji zorganizowanej przez Obserwatorium Wolności Mediów w Polsce w dniu 29 października 2009 roku (співавтор), Helsińska Fundacja Praw Człowieka, Варшава 2010.
- Postępowania dyscyplinarne w wolnych zawodach prawniczych — модель ustrojowy i praktyka. Materiały z konferencji z dnia 5 березня 2012 р. (співавтор), Helsińska Fundacja Praw Człowieka, Варшава 2013.
- Listy od przyjaciół. Księga pamiątkowa dla Profesora Wiktora Osiatyńskiego (редактор), Helsińska Fundacja Praw Człowieka and Foundation Open Society Foundation, Варшава 2015.
- Ochrona praw obywatelek i obywateli Unii Europejskiej. 20 lat — osiągnięcia i wyzwania na przyszłość (співавтор), Wolters Kluwer, Варшава 2018.
- Wpływ Europejskiej Konwencji Praw Człowieka na funkcjonowanie biznesu (співавтор), Wolters Kluwer, Варшава 2016.
- Wykonywanie orzeczeń Europejskiego Trybunału Praw Człowieka w Polsce. Wymiar instytucjonalny , Wolters Kluwer Polska, Варшава 2018,ISBN 978-83-8124-542-5 .